# Lasioglossum grumiculum
Lasioglossum grumiculum är en biart som beskrevs av Walker 1995. Lasioglossum grumiculum ingår i släktet smalbin, och familjen vägbin. Inga underarter finns listade i Catalogue of Life.